# Eleutherodactylus grahami
Eleutherodactylus grahami es una especie de anfibio anuro de la familia Eleutherodactylidae.

## Distribución geográfica
Esta especie es endémica de Haití. Habita en los departamentos de Artibonite y Noroeste entre los 20 y 330 m de altitud.

## Descripción
Los machos miden hasta 25 mm.

## Etimología
Esta especie lleva el nombre en honor a Eugene D. Graham.

## Publicación original
- Schwartz, 1979 : A new species of Eleutherodactylus (Amphibia, Anura, Leptodactylidae) from northwestern Haiti, Hispaniola. Journal of Herpetology, vol. 13, n.º 2, p. 199-202[5]